# حيات الغيب (مقاطعة دورة)
حيات‌الغيب (بالفارسية: حیات‌الغیب) هي قرية تقع في قسم ويسيان الريفي (مقاطعة دورة) في إيران. يقدر عدد سكانها بـ 287 نسمة .